# Ride Free
「Ride Free」（ライドフリー）は、日本の声優・森久保祥太郎のシングル。

## 収録曲
1. Ride Free
作詞・作曲：森久保祥太郎、編曲 井上日徳
2. Crazy Night
作詞・作曲：森久保祥太郎、編曲：井上日徳
3. DoPaMiNe
作詞：森久保祥太郎、作曲：藤末樹、編曲：井上日徳